# Công vụ

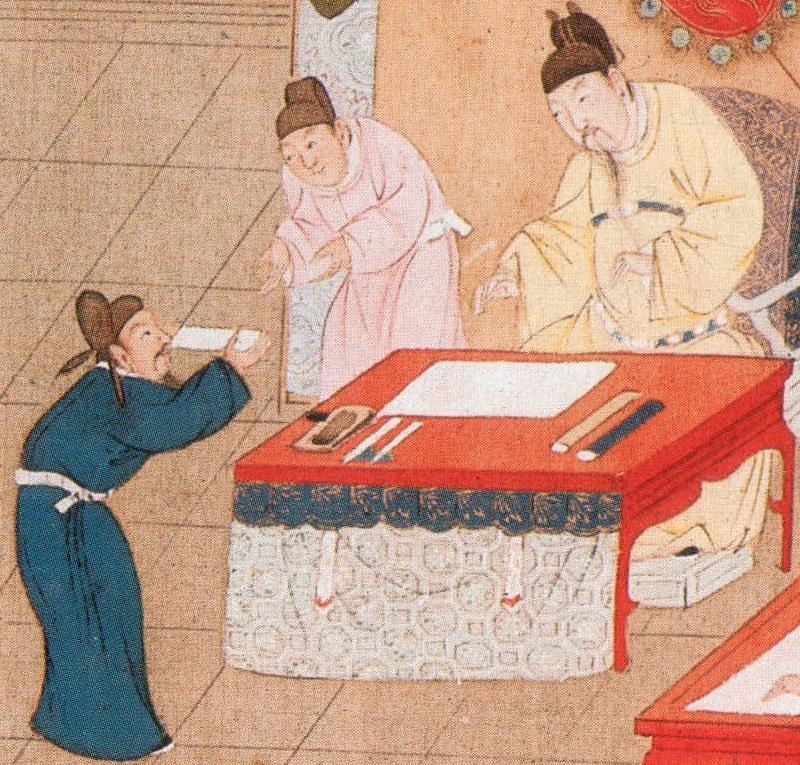
Palastexamen-SongDynastie-Kaiser.

Công vụ là hoạt động do cán bộ, công chức nhân danh nhà nước thực hiện theo quy định của pháp luật và được pháp luật bảo vệ nhằm phục vụ lợi ích của nhân dân và xã hội.

## Tính chất, đặc điểm
Một số đặc điểm và tính chất của công vụ: 
- Mục đích của công vụ là phục vụ nhân dân và xã hội.
- Nội dung hoạt động công vụ gắn với việc thực hiện chức năng, nhiệm vụ của nhà nước trong quản lý mọi mặt của đời sống xã hội, đồng thời thực hiện chức năng tổ chức phục vụ các nhu cầu chung của xã hội không vì mục đích lợi nhuận.
- Chủ thể thực thi công vụ là công chức.
- Hoạt động công vụ không chỉ thuần tuý mang tính quyền lực nhà nước, mà còn bao gồm cả hoạt động của các tổ chức do nhà nước thành lập (được nhà nước uỷ quyền) để phục vụ các nhu cầu của nhân dân. Các hoạt động này đều do công chức, nhân danh nhà nước tiến hành Nó bao gồm các hoạt động nhân danh quyền lực và các hoạt động của các tổ chức được nhà nước uỷ quyền. Ở các nước trên thế giới, khi đề cập đến công vụ, người ta ít nói đến yếu tố quyền lực nhà nước mà thường chỉ nói tới công chức nhân danh pháp luật hoặc nhân danh nhà nước mà thôi. Bởi lẽ, pháp luật là công cụ chính, chủ yếu do nhà nước ban hành.
- Công vụ được tiến hành theo chức năng, nhiệm vụ, thẩm quyền của nhà nước và tuân theo pháp luật.
- Hoạt động công vụ mang tính thường xuyên, chuyên nghiệp.

## Nguyên tắc trong thi hành công vụ
- Tuân thủ theo Hiến pháp và Pháp luật
- Bảo vệ: lợi ích của Nhà nước; quyền và lợi hợp pháp của tổ chức, công dân.
- Công khai, minh bạch, đúng thẩm quyền và có sự kiểm tra, giám sát.
- Đảm bảo tính hệ thống, thống nhất, liên tục, thông suốt và hiệu quả.
- Đảm bảo thứ bậc hành chính, có sự phối hợp chặt chẽ.[1]

## Công chức ở Việt Nam
Theo Bộ Nội vu, năm 2016 có khoảng hơn 6,5 triệu người hưởng lương từ ngân sách (không tính lực lượng vũ trang), Tổng quỹ chi năm 2015 là khoảng 295 ngàn tỉ đồng.
Sau năm 1975 số lượng đối tượng hưởng lương là trên 1 triệu người. Đợt cải cách năm 1985, tổng số người hưởng lương khoảng hơn 2 triệu người. Đến năm 2001 tổng số người hưởng lương đạt hơn 5,1 triệu người, tổng quỹ chi là 26,443 ngàn tỉ đồng.
Theo tính toán của PGS.TS Phạm Duy Nghĩa (Đại học Fulbright Việt Nam) dựa trên số liệu của Bộ Nội vụ cập nhật đến tháng 3/2018, “Số lượng người hưởng lương, phụ cấp từ ngân sách ước tính là 11 triệu người. Nếu số liệu đúng như vậy thì về đại thể, cứ bình quân 9 người Việt Nam phải nuôi 1 người làm việc, hưởng lương hoặc phụ cấp từ ngân sách” 